# Granholmen
För andra betydelser, se Granholmen (olika betydelser).
Granholmen är en småort i Kalix kommun, Norrbottens län som ligger alldeles intill byn Pålänge.